# Abu-Alí Muhàmmad ibn Muhàmmad al-Balamí
Abu-Alí Muhàmmad ibn Muhàmmad al-Balamí, també conegut com a Amírak Balamí o al-Bal'ami-i Kučik, fou visir dels samànides.
Fou fill d'Abu-l-Fadl Muhàmmad ibn Ubayd-Al·lah al-Balamí, anomenat al-Balami-i Buzurg, literalment "el gran" o "el vell", per oposició al seu fill, conegut com al-Bal'ami-i Kučik, és a dir "el menor" o "el jove". La família al-Balamí, tradicionalment al servei de la dinastia samànida, era originària de Balam, llogaret prop a Lasdjerd o Balasdjerd, al districte de Merv.
Fou nomenat visir cap al final del regnat d'Abd-al-Màlik (I) ibn Nuh (954-961), per influència del hàjib Alptegin i va conservar el càrrec sota el seu successor Mansur (I) ibn Nuh (961-976). Segons Gardizi va morir el març del 974 mentre exercia el càrrec, però un historiador, Abu Nasr al-Utbí, indica que només fou destituït i fou nomenat altre cop visir per Nuh II ben Mansur (976-997) el 992 i es va retirar al cap d'uns mesos i encara que no dona la data de la seva mort degué ser abans del 997. És possible que la mort en el càrrec fos en aquest segon visirat el 992.
És famós per haver traduït al persa la Història d'At-Tabarí, a la que va afegir informació pròpia i li va eliminar els fets duplicats (freqüents a la narració d'At-Tabarí).